# Katrijn De Clercq
Katrijn De Clercq (* 5. Februar 2002 in Oosterzele) ist eine belgische Radsportlerin, die auf Bahn und Straße aktiv ist.

## Sportlicher Werdegang
2018 wurde Katrijn De Clercq belgische Junioren-Meisterin in Keirin und Scratch, im Jahr darauf gewann sie mit Kirin Punnewaert den Titel im Zweier-Mannschaftsfahren. Bei den Bahneuropameisterschaften wurde sie mit Marith Vanhove Junioren-Europameisterin im Zweier-Mannschaftsfahren. Im selben Jahr belegte sie bei den Junioren-Europameisterschaften Platz drei im Straßenrennen.
2022 wurde De Clercq belgische Meisterin der Elite im Omnium und Punktefahren, 2023 mit Hélène Hesters im Zweier-Mannschaftsfahren. Bei den U23-Europameisterschaften errang sie jeweils die Silbermedaille in Omnium, Ausscheidungsfahren und im Zweier-Mannschaftsfahren (mit Marith Vanhove). Bei den Europameisterschaften 2024 wurde sie erneut Vize-Europameisterin, dieses Mal mit Lotte Kopecky. Seit 2022 ist De Clercq Mitglied im UCI Women’s Continental Team Lotto Ladies, mit dem sie bei Straßenradrennen an den Start geht. Neben zahlreichen Top-10-Platzierungen erzielte sie mit einem Etappenerfolg bei der Watersley Womens Challenge in der Saison 2023 ihren ersten internationalen Sieg auf der Straße.
Im Juli 2024 wurde Katrijn De Clercq für die Teilnahme an den Olympischen Spielen 2024 in Paris nominiert. Dort startete sie mit Hélène Hesters im Madison und belegte den 10. Platz.

## Erfolge

### Bahn
2018
- Belgische Junioren-Meisterin – Keirin, Scratch

2019
- Belgische Junioren-Meisterin – Zweier-Mannschaftsfahren (mit Kirin Punnewaert)

2020
- Junioren-Europameisterin – Zweier-Mannschaftsfahren (mit Marith Vanhove)

2022
- Belgische Meisterin – Omnium, Punktefahren

2023
- U23-Europameisterschaft – Omnium, Ausscheidungsfahren, Zweier-Mannschaftsfahren (mit Marith Vanhove)
- Belgische Meisterin – Zweier-Mannschaftsfahren (mit Hélène Hesters)

2024
- Europameisterschaft – Zweier-Mannschaftsfahren (mit Lotte Kopecky)
- U23-Europameisterin – Zweier-Mannschaftsfahren (mit Hélène Hesters)
- Belgische Meisterin – Scratch, Zweier-Mannschaftsfahren (mit Lani Wittevrongel)

### Straße
2020
- Junioren-Europameisterschaft – Straßenrennen

2023
- eine Etappe Watersley Womens Challenge

2025
- Grote Prijs Beveren